# María Francisca Irene de Navia y Bellet
María Francisca Irene de Navia y Bellet, (Turín, Italia, 19 de enero de 1726-Madrid, 8 de diciembre de 1786)  fue una intelectual y  escritora italoespañola.

## Biografía
De familia aristocrática, era hija de Álvaro José de Navia-Osorio y Vigil de la Rúa, tercer marqués de Santa Cruz de Marcenado, embajador en las cortes de Turín y París y autor de obras de teoría militar, y de su tercera esposa, María Antonia Bellet de Miporquer, dama de la reina Isabel de Farnesio.  Recibió una esmerada educación, muy poco común entre las nobles de su época, dirigida por su madre tras el fallecimiento del padre en la batalla de Orán, y siendo su ayo y maestro el economista Bernardo Ward, autor del libro Proyecto Económico, que enseguida descubrió las dotes intelectuales de su pupila. Estudió  Gramática, Retórica, Filosofía, Lenguas Modernas (francés, italiano, español y alemán) y Lenguas Clásicas (latín y griego).En 1750 se casó con el marqués de Grimaldo, militar, con quien tuvo tres hijos, que fallecieron en edades muy tempranas. 
Sus inquietudes intelectuales le llevaron a escribir poesía, en latín y en castellano, y numerosas composiciones literarias. Fue considerada una de las mujeres más doctas de su época y sus comedias fueron celebradas «como lo sabe todo Madrid».  De ella dijo González de Posada, uno de sus contemporáneos: «he visto algunas suyas que me dieron una gran idea de su numen».
Las crónicas de la época alababan su piedad, su sentido religioso y su talento literario, especialmente sus versos en latín y castellano, que comenzó a escribir desde muy joven, y traducciones del latín y francés. Sin embargo, antes de fallecer decidió quemar toda su producción literaria,por lo que de la calidad de su obra tan solo queda como testigo un poema en latín, una oda en versos hexámetros que compuso a los 16 años en «alabanza del Serenísimo Señor Infante de España Don Felipe de Borbón». Esta obra escapó de la quema por haberse impreso en las Memorias de Trevoux en el mes de marzo de 1742. Se la incluye dentro de las escritoras neoclásicas españolas.
Aun no habiendo nacido en Asturias, ni siquiera en España, se la reivindica entre los artistas asturianos por su ascendencia paterna.